# ییم وینگ-چون
ییم وینگ-چون (انگلیسی: Yim Wing-chun؛ چینی ساده: 严咏春; چینی سنتی: 嚴詠春; پین‌یین: Yán Yǒngchūn; Cantonese Yale: Yim4 Wing6Cheun1) یک شخصیت افسانه‌ای در کشور چین است که بر اساس افسانه‌های قدیمی وینگ‌چون، نخستین مربی و استاد هنرهای رزمی در آن کشور محسوب می‌شود.
معنای واژهٔ وینگ‌چون در زبان چینی، «سرود بهار» یا «مناجات بهار» است و گاهی «بهار ابدی» هم‌معنی می‌دهد.
با آنکه روایت‌های گوناگونی از زندگی ییم وینگ-چون وجود دارد، اما هستهٔ اصلی تمامی آنان تقریباً یکسان است: گفته می‌شود که در دوران حکمفرمایی دودمان چینگ، راهبی بودایی در معبد شائولین به نامِ «انگ مویی»، پس از آشوب‌های سیاسی و تخریب معبد «سیو لام» توسط دولتمردان، که مأمنِ انقلابیون بود، از آنجا گریخت. در این اثنا بود که او شاهد جدال یک درنا و مار بود و با الهام از حرکات آنها، سبک جدیدی از کنگ فوی چینی را ابداع کرد که در آن روزگار، هنوز نامی نداشت. سپس این فنون را به تنها شاگرد خود، «ییم وینگ-چون» آموزش داد. ییم وینگ-چون در آن روزگار به زیبایی شهره بود و کارش، فروش «توفو» بود. ییم وینگ-چون، یکی از قلدران محلی را که سعی داشته تا با ارعاب و آزار، وی را وادار به ازدواج با خود کند، با استفاده از همین فنون رزمی، گوشمالی می‌دهد. برخی حتی می‌گویند که هدفِ انگ مویی از آموزش این فنون رزمی به «ییم وینگ-چون»، آن بوده است تا به او روش‌های دفاع شخصی را در برابر مردان متعرض، بیاموزد.
ییم وینگ-چون بعدها با یک تاجر نمک به نامِ «لیانگ بُک-چائو» ازدواج کرد و او بود که نخستین بار، نام این فنون رزمی را «وینگ چون کوئن» (مُـشت وینگ چون) نامید.